# Bathyraja pseudoisotrachys
Bathyraja pseudoisotrachys är en rockeart som beskrevs av Ishihara och Ishiyama 1985. Bathyraja pseudoisotrachys ingår i släktet Bathyraja och familjen egentliga rockor. Inga underarter finns listade.